# Bienvenido Aguado Alba
Bienvenido Aguado Alba   (Barcelona, 26 de setembre de 1987)nacido de las ultimas leches del tonoguiver, és un ciclista de muntanya català especialitzat amb freeride i downhill. Va ser participant del Red Bull Rampage 2019 i en el de 2023 i també Audi Nines 2019. També té diversos rècords mundials com el de salt amb front Flip més llarg del món i el primer a fer un doble front Flip amb una bicicleta de MTB.

## Biografia
Bienvenido Aguado va néixer el 26 de setembre de 1987 a Barcelona, Catalunya. Porta anant amb bici des que era petit, però des del 2007 es dedica professionalment al ciclisme de Muntanya. La seva carrera va començar a prendre el vol en el moment en el qual va batre un rècord mundial. Va ser la primera persona a fer un doble front Flip. Des d'aquell moment va cridar l'atenció de diverses marques com per exemple yt industries que és el seu major patrocinador qui li proporciona les bicicleta. Ell explica que per a poder-se comprar la seva primera bicicleta bona va haver d'estalviar molt fins al punt que va estar una llarga temporada menjat pa amb fuet. Aquesta bicicleta era una specialized p3 i va ser amb la que va començar la seva carrera.

## Carrera
L'any 2007 quan va començar a dedicar-se professionalment al ciclisme de Muntanya es va especialitzar en dirt jump, slopestyle, Enduro, freeride i DH que són algunes variants del ciclisme de Muntanya. Al llarg dels seus anys de carrera ha anat aconseguint diversos patrocinadors els quals segons les seves paraules “l’han ajudat molt econòmicament perquè ell pogués complir el seu somni de ser Rider”. Alguns d'aquests patrocinadors són: Yt industries, spank bikes, masters of dirt, MSC tire, AllMountainStyle i tannus Armour.
Al llarg de la seva carrera ha participat en bastants esdeveniments com ara podria ser el Red bull rampage, Audi nine, DarkFest, Puerto de vallarta i master of dirt.

## Equipament
L'equipament que utilitza Aguado és molt divers, ja que el rep de les marques que el patrocinen.
Un dels seus principals patrocinadors és Yt industries que li proporciona la major part de les bicicletes. Les bicicletes que té Aguado són una Capra core 4 MX que és una bici d'Enduro també té una Tues Pro Race que és una bici de DH també té una Decoy core 4 que és d'all mountain que es un estil de ciclisme i, per acabar, té una bici de dirt que és una Capra Pro.
A més a més, té altres patrocinadors com Spank bikes que li proporciona components de la bicicleta com el manillar, els pedals. També té un patrocinador que li dona les rodes i els seus components que són MSC tirt i Tannus Armour. Finalment, de un patrocinador que li dona tota mena de proteccions per a la bici que és AllMountainStyle. I aquestes marques també li proporcionen la roba per a les competicions i els cascs els aconsegueix d'una marca externa.

## Premis i rècords
Aguado ha acumulat diversos premis i rècords al llarg de la seva carrera. Ha participat en moltes competicions de molts estils i algunes d'aquestes les ha guanyat com per exemple, al 2022 va fer el Best Line en el Freeride Fiesta. També va ser el Best Freeride de l'Audi Nines de 2021. Va ser el Best Trick del Darkest Durant dos anys consecutius (2020, 2021) i també ha sigut el Best Freeride de l'Audi Nines 2019.
En relació als seus rècords que són: el salt amb front Flip més llarg de la història (30 metres) l'any 2021. Va ser el primer a fer un doble front Flip l'any 2011 i també a va ser el primer en fer un front flip tsunami amb una bici de downhill l'any 2019 durant la competició de l'audi nines.